# Chiesa di Santa Lucia del Gonfalone
La chiesa di Santa Lucia del Gonfalone è un luogo di culto cattolico di Roma, situato nel rione Regola, in via dei Banchi Vecchi.

## Storia
Nel XIV secolo la chiesa era chiamata Santa Lucia nuova, come è attestato da alcuni documenti del 1352 e del 1371, per distinguerla dalla chiesa di Santa Lucia vecchia, presso il Tevere (si veda l'oratorio del Gonfalone). Ma quella denominazione era contemporanea con quella di Santa Lucia in Pescivoli, oppure della chiavica. L'Armellini ritiene che la chiesa possa risalire alla fine del XIII e l'inizio del XIV secolo. Essa fu poi riedificata nel 1511 ed affidata all'Arciconfraternita del Gonfalone; subì successivi restauri nel 1603, nel 1764 ad opera di Marco David e nel 1866. Fu in quest'ultima occasione che Francesco Azzurri decorò il suo interno.

## Descrizione

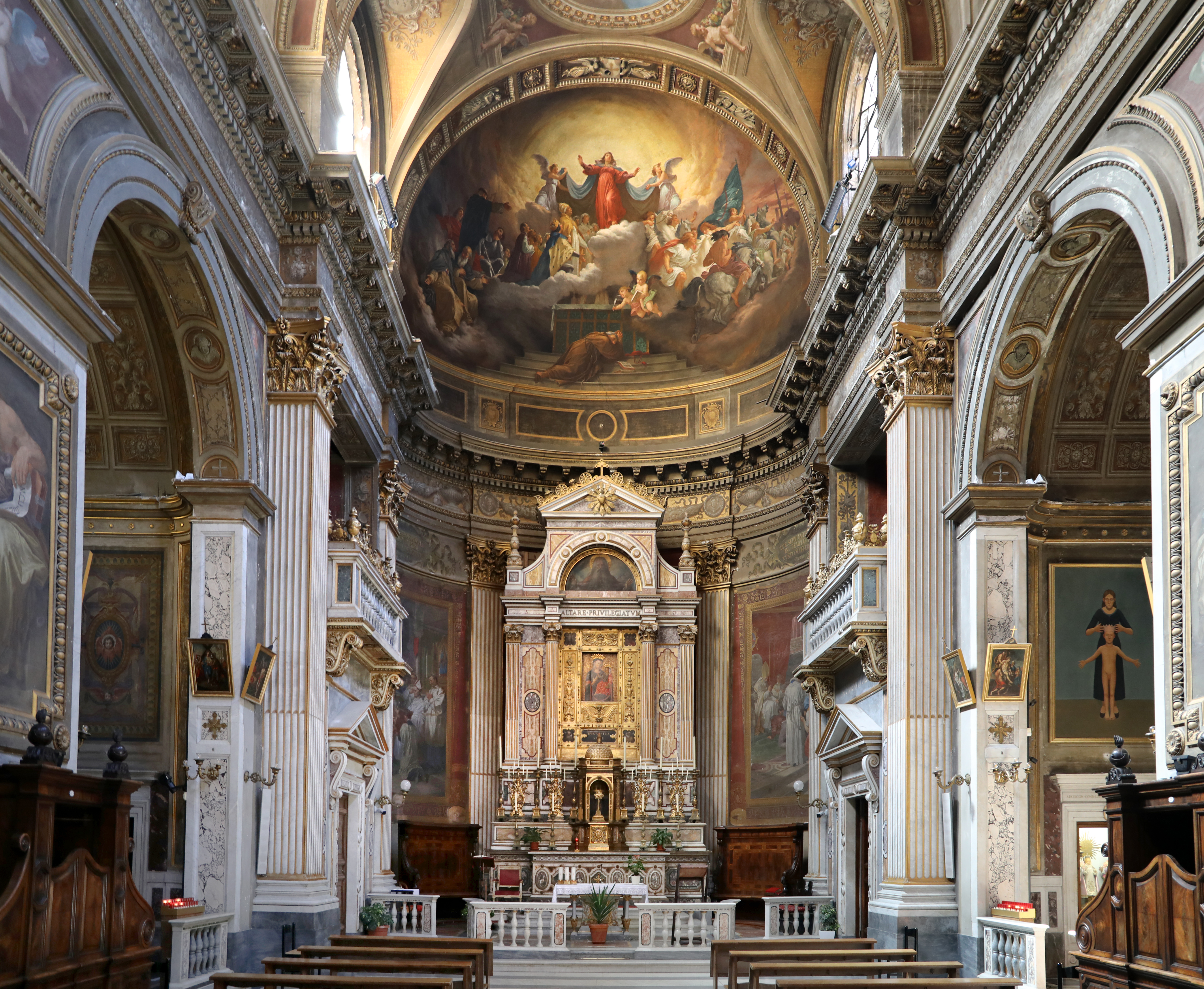
Interno

La facciata, a salienti, presenta una suddivisione, tramite un alto cornicione, in due fasce orizzontali sovrapposte, con in quella inferiore il portale, sormontato da un frontone sorretto da due semicolonne composite, e in quella superiore, al centro, un finestrone.
L'interno della chiesa è a navata unica terminante con abside e con tre cappelle per lato, si possono ammirare, in particolare, la tavola del Cinquecento raffigurante la Madonna del Gonfalone, ed un Crocifisso ligneo anch'esso del XVI secolo (sebbene coperto da pesanti strati successivi di vernice). Nel corso dei restauri del 1863-1866, Cesare Mariani ritrovò Francesco Azzurri e si staccò definitivamente dai modi della scuola di Minardi, dipingendo tutta la decorazione ad affresco e le tre scene con la Visione di san Bonaventura, Sisto V benedice gli schiavi riscattati in Barberia e il Giuramento di Giovanni Cerrone in uno stile definito dai contemporanei «michelangiolesco» per la «disinvoltura del disegno» e l'«ampiezza della composizione».
Nella chiesa sono presenti quattro opere di arte sacra contemporanea. Nella prima cappella a sinistra sono collocate le pale d’altare dedicate al Beato Pier Giorgio Frassati (1999) dipinta da Carlo Bertocci e a Sant’Antonio Maria Claret (2004) dipinta da Franco Giletta. Nella prima cappella a destra è collocata la pala d’altare dedicata ai Martiri di Barbastro (2000) opera di Stefania Fabrizi. Nella terza cappella a destra è collocata la pala d’altare The Little King (2003) dipinta da John Kirby. 
Sulla cantoria alla destra dell'abside, si trova l'organo a canne, costruito nel 1882 da Nicola Morettini. Lo strumento, interamente racchiuso all'interno di una sobria cassa lignea in stile neoclassico, è a trasmissione meccanica e dispone di 28 registri (diversi dei quali con spezzatura Bassi/Soprani) su due manuali e pedale.

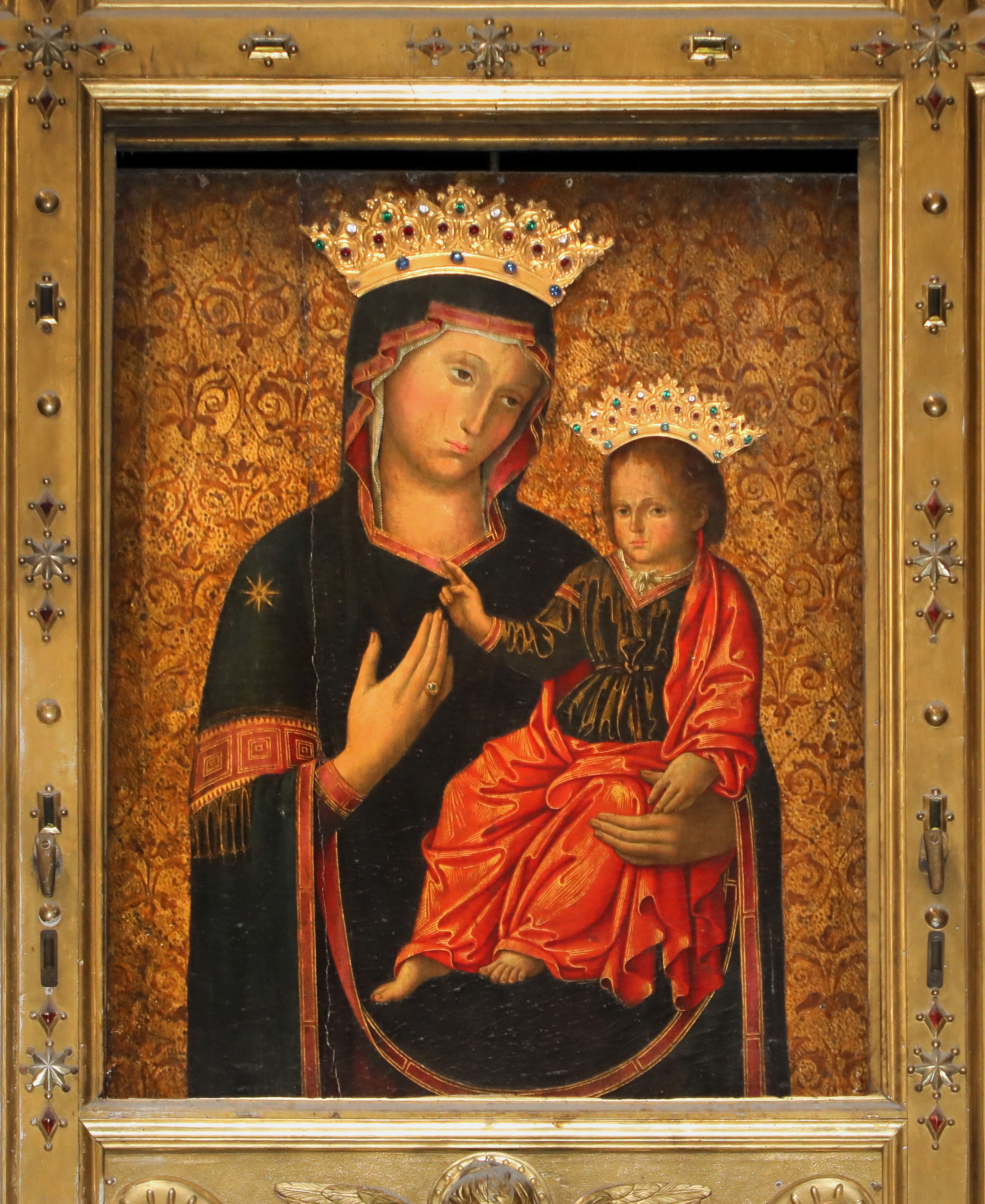
La Madonna del Gonfalone
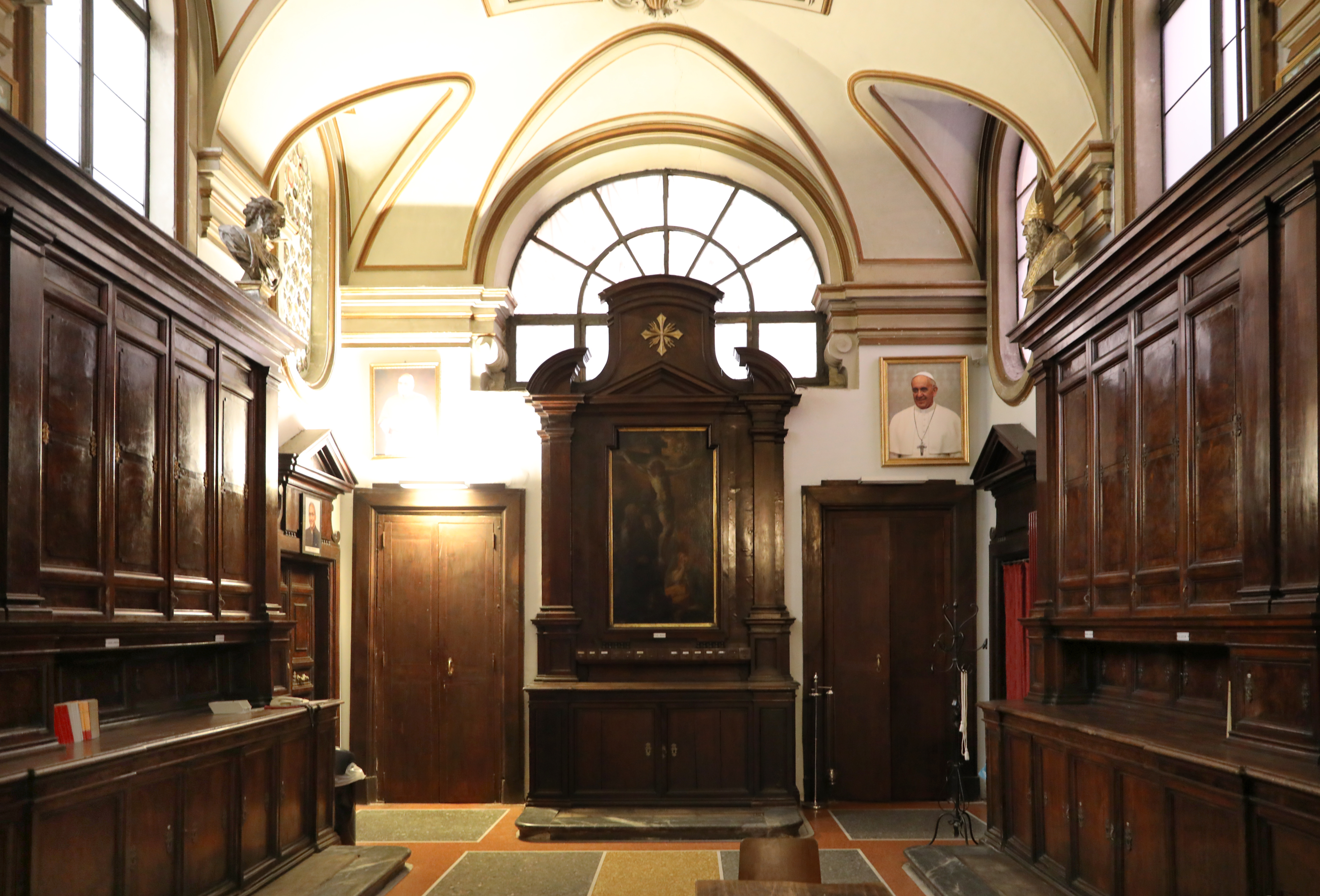
Sacrestia